# Elisabeth Leisinger

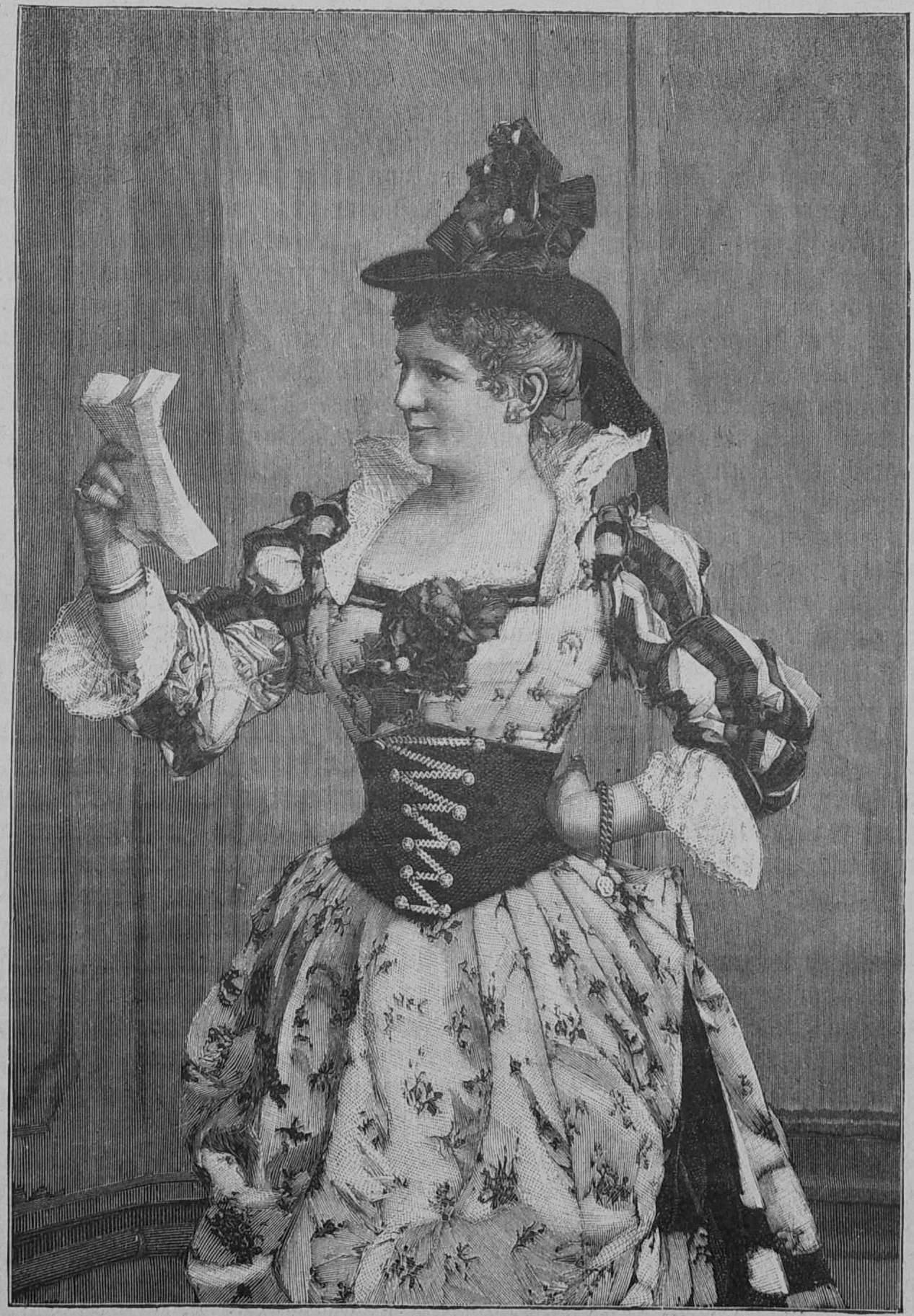
Elisabeth Leisinger als Frau Fluth in den Lustigen Weibern von Windsor (vor 1891)

Elisabeth Leisinger, ab 1894 Mülberger-Leisinger (* 17. Mai 1863 in Stuttgart; † 14. Dezember 1933 in Kreischau) war eine deutsche Opernsängerin (Koloratursopran).

## Leben
Helene Elisabeth Leisinger war die Tochter der Sopranistin Bertha Leisinger (1825–1913) und des württembergischen Oberstabsarztes Julius Leisinger. Nachdem ihr Vater gestorben war, setzte sie gegen den Widerstand ihrer Mutter ihre Ausbildung als Sängerin durch. Sie studierte am Stuttgarter Konservatorium und in Paris bei Pauline Viardot-Garcia. Nach einigen erfolgreichen Konzerten in Stuttgart wurde sie 1884 an die Berliner Hofoper engagiert, wo sie ihr Debüt als Rosina im Barbier von Sevilla hatte und bei der Uraufführung der Oper Hero von Ernst Frank mitwirkte.
Eine Reise nach Paris im Jahr 1886 zu einem Auftritt an der Grand Opéra führte dazu, dass Elisabeth Leisinger ihren Kontrakt mit der Berliner Hofoper brach. Nur aufgrund eines Gnadenaktes des Kaisers konnte sie dort wieder auftreten. Zu ihren Rollen an der Berliner Hofoper gehörten die Königin Marguerite in Giacomo Meyerbeers Hugenotten, Frau Fluth in den Lustigen Weibern von Windsor, die Marie in La fille du régiment, die Philine in Mignon von Ambroise Thomas, die Pamina in der Zauberflöte, die Gräfin in Figaros Hochzeit, die Donna Elvira im Don Giovanni, die Agathe im Freischütz, die Marguerite in Gounods Faust, die Elisabeth im Tannhäuser, die Eva in den Meistersingern und 1888 die Turandot in der Uraufführung der gleichnamigen Oper von Theobald Rehbaum.

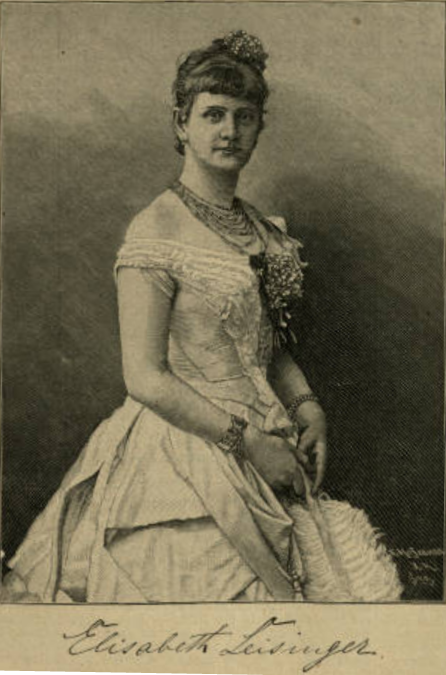
Elisabeth Leisinger (1863–1933), Abbildung in der Neuen Musik-Zeitung 1889, 10. Jg., Nr. 7, S. 77

Elisabeth Leisinger trat auch als Konzertsängerin auf, unter anderem bei den Leipziger Gewandhauskonzerten. 1893 wirkte sie bei der Bonner Beethovenfeier mit.
Nach ihrer Heirat mit ihrem Cousin, dem Esslinger Oberbürgermeister Max von Mülberger, im Jahr 1894 beendete sie ihre Karriere. Mit ihm hatte sie vier Kinder, darunter Clara, Erika und Wolfgang Mülberger. Dokumente aus ihrem Nachlass befinden sich im Stadtarchiv Esslingen, darunter ein Tagebuch über die Reise zum Internationalen Schifffahrtskongress in St. Petersburg, die sie 1908 zusammen mit ihrem Gatten und Albert Brinzinger unternahm.